# Casa Maria Pagès
Casa Maria Pagès és un habitatge del municipi de Figueres (Alt Empordà) inclòs en l'Inventari del Patrimoni Arquitectònic de Catalunya.

## Descripció
Edifici situat a prop de la Plaça Ernest Vila, molt a prop del centre històric. És una casa en planta baixa i dos pisos, amb un cos lateral a manera de torre, més alt que la resta coronat per un altell i cúpula ceràmica. A la planta baixa, trobem un local comercial i porta d'accés als pisos. A la primera planta, destaca una balconada correguda sobre mènsules amb dues sortides amb guardapols, que es perllonga en una tribuna coberta al cos lateral. En el segon pis també hi ha una balconada correguda, però menys sobresortida, i amb dues sortides, i en el cos lateral un balcó. A l'altell del cos lateral tres finestres formant creu grega. Entre el segon pis i l'altell a la torre hi ha dos frisos ceràmics decoratius entre els quals hi ha tres hexàgons la funció dels quals és simplement decorativa. A la planta baixa imitació d'encoixinat que es perllonga en tota la façana en dues motllures verticals que emmarquen els dos cossos de la façana. L'element més destacat de la façana és la tribuna amb elements escultòrics, columnetes amb capitells decorats amb motius vegetals i ornaments en pedra artificial, fusteria i vidre. Presenta merlets.